# Dák erődítmények
Azok a dák erődítmények, amelyek a i. e. és i. sz. 1. században épültek a Kudzsiri-havasokban, a katonai és vallási építészeti technikák és fogalmak szokatlan összeolvadását mutatják be a klasszikus világból és a késő európai vaskorból. A hat véderőmű a Dák Királyság központja, amelyet a 2. század elején a rómaiak elfoglaltak. Murus dacicus (dák fal) stílusban épültek, amely védelmi falak és sáncok építési eljárását jelenti, s ötvözi a hagyományos dák építészeti eljárásokat a római építészeti módszerekkel. Az épületek fala közel 3 méter vastag és 10 méter magas. A Traianus-oszlop Rómában egy ilyen dák falat ábrázol. A mai Gredistye helyén volt a római hódítás előtt a dák birodalom fővárosa, amelyet Sarmizegetusa Regia néven is szoktak emlegetni. Ez a hely volt a dákok vallási, politikai és katonai központja. Az erődítmények látványos természeti környezetükben jó állapotban maradtak fenn, és drámai képet adnak egy életerős és újító vaskori civilizációról. A világörökségi helyszín román neve Fortărețe dacice din Munții Orăștiei, amelynek magyar fordítása „Dák erődítmények a Szászvárosi hegyekben” lenne.
| Erődítmény             | Település    | Megye        |
| ---------------------- | ------------ | ------------ |
| Sarmisegethuza         | Gredistye    | Hunyad megye |
| Kostesd – Cetațuie     | Kosztesd     | Hunyad megye |
| Kostesd – Blidaru      | Kosztesd     | Hunyad megye |
| Lunkány – Piatra Roșie | Lunkány      | Hunyad megye |
| Banica                 | Banica       | Hunyad megye |
| Căpâlna                | Sebeskápolna | Fehér megye  |

## Képek

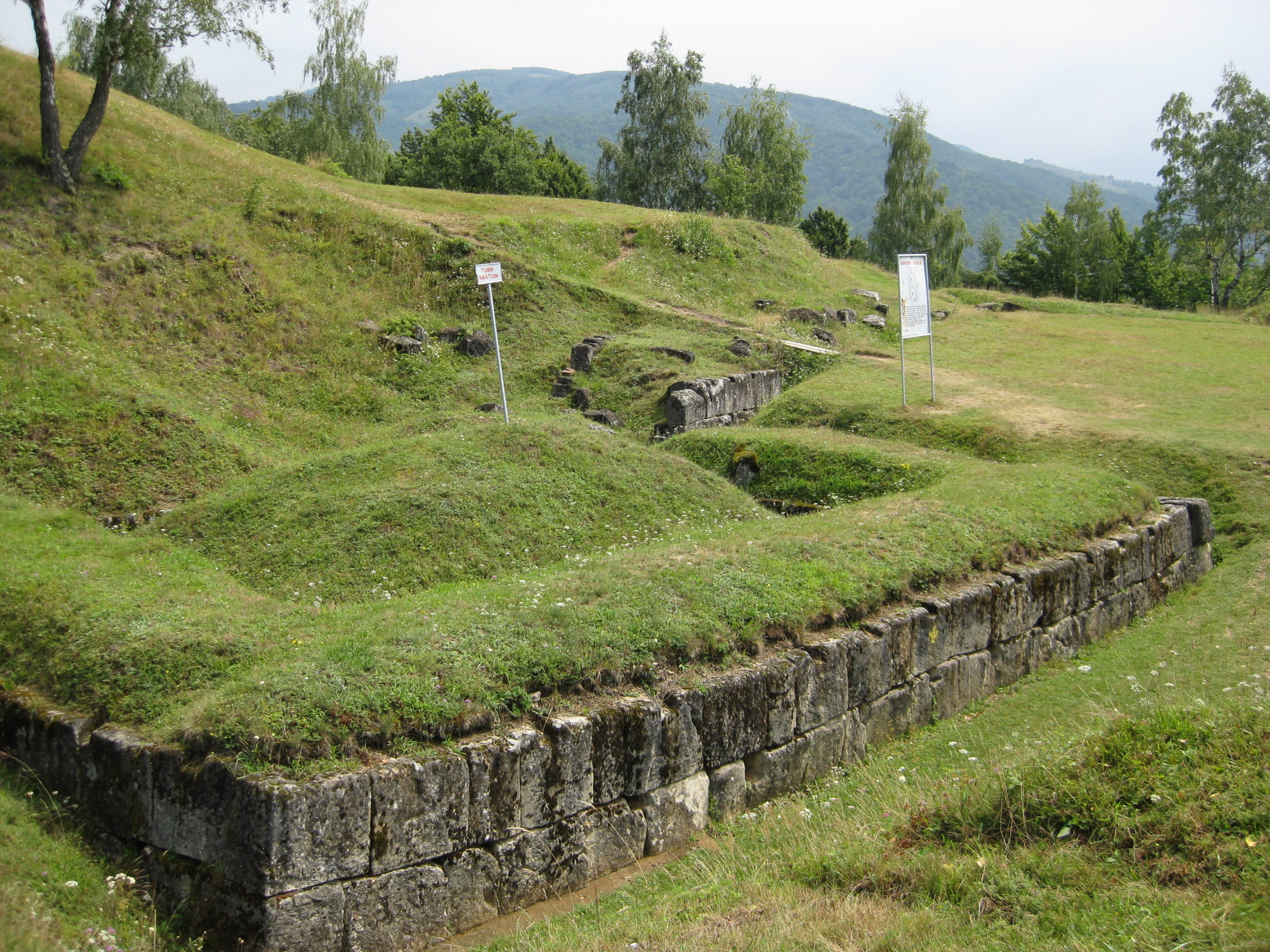
Costești dák erődítménye
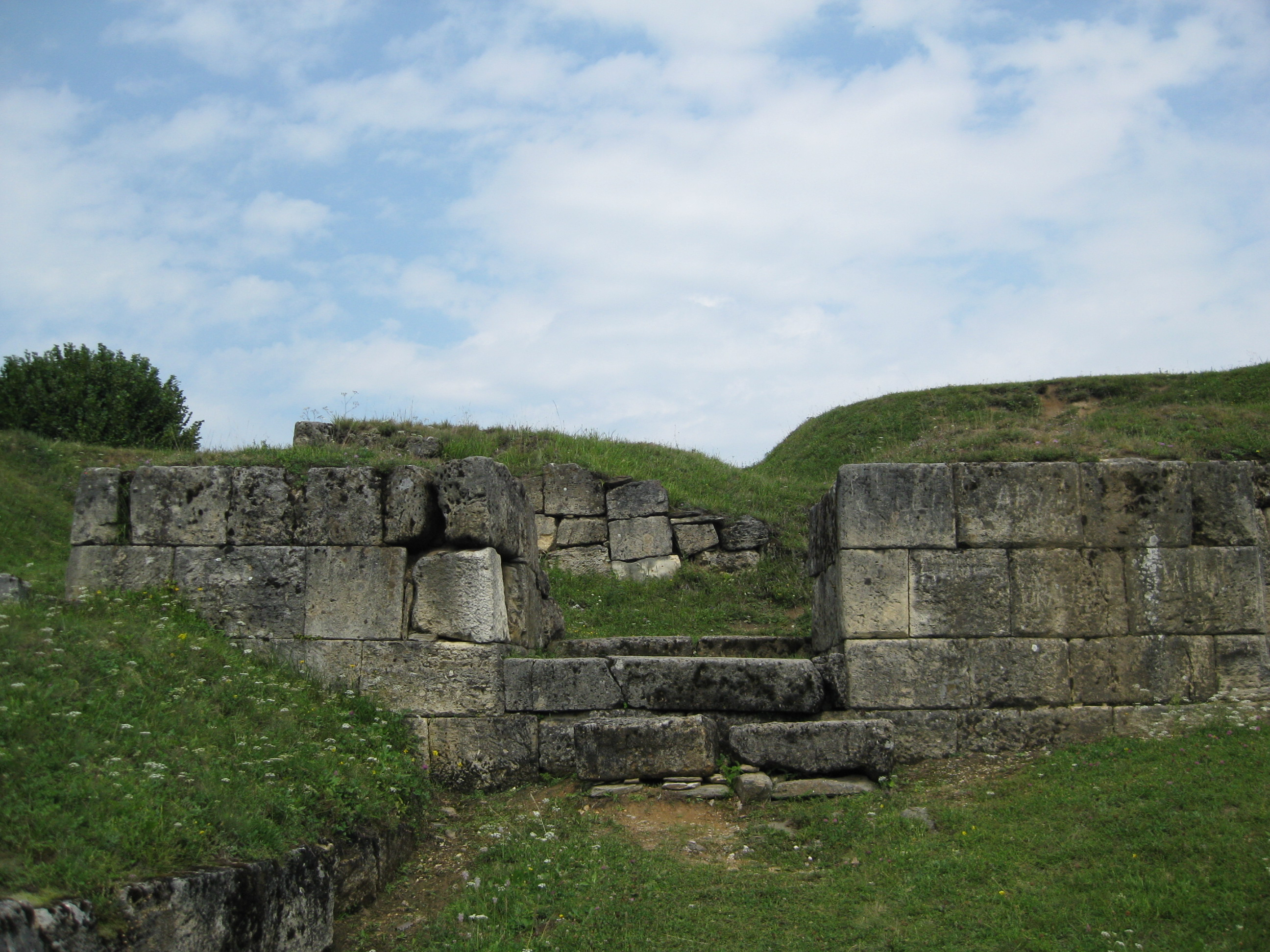
Blidaru erődítménye
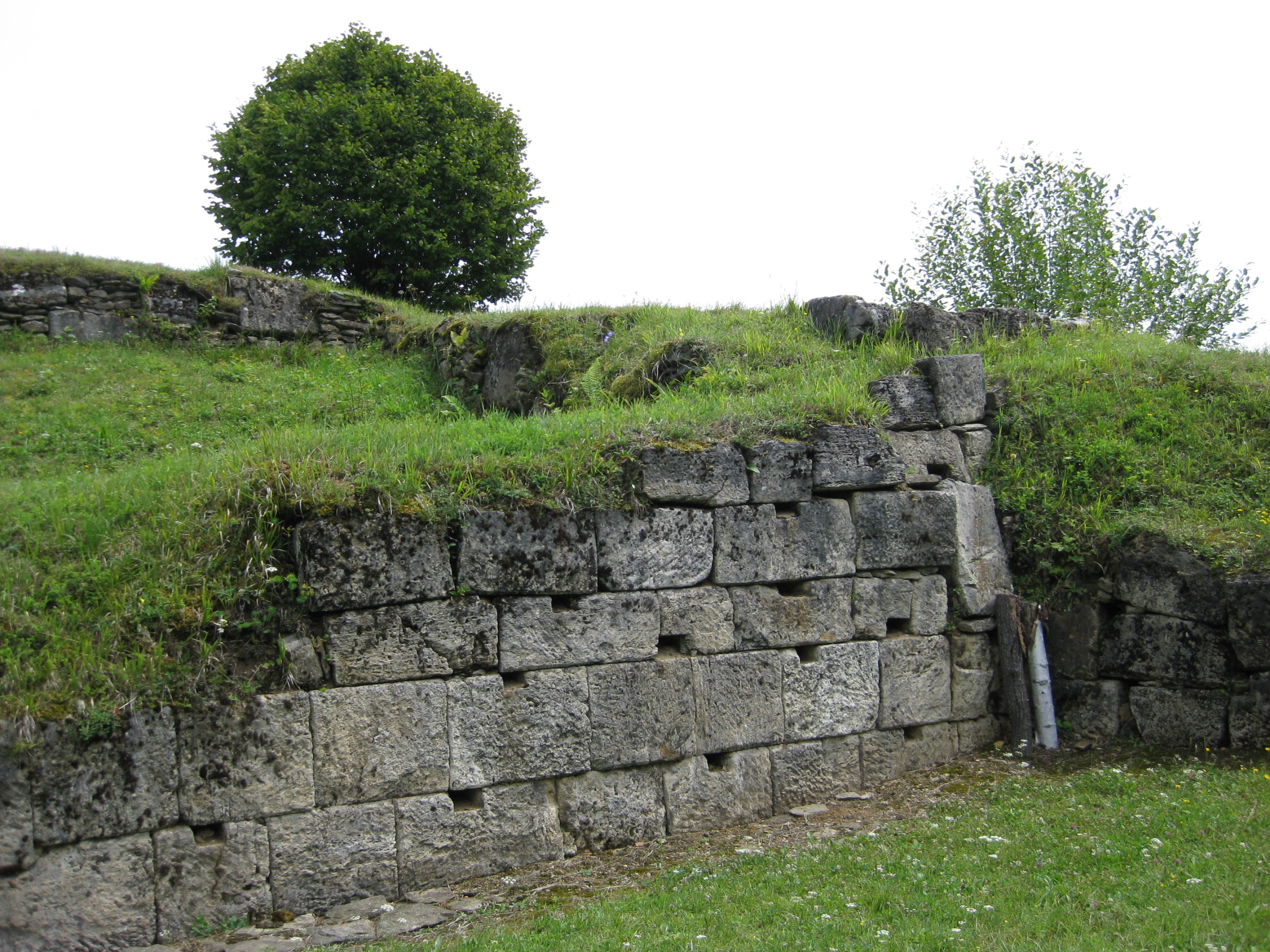
Blidaru erődítménye
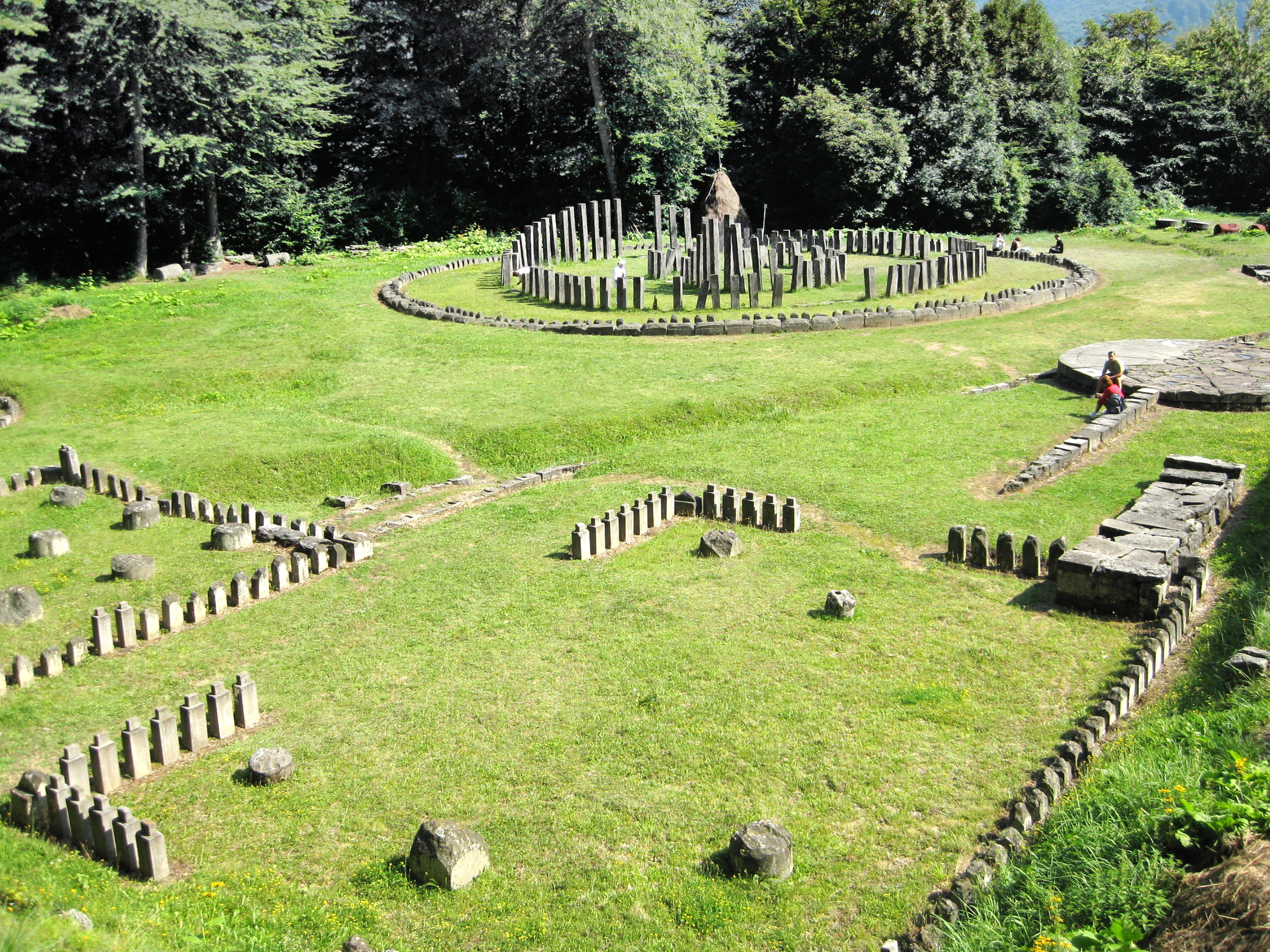
Szentélyek Sarmizegetusa Regia-nál
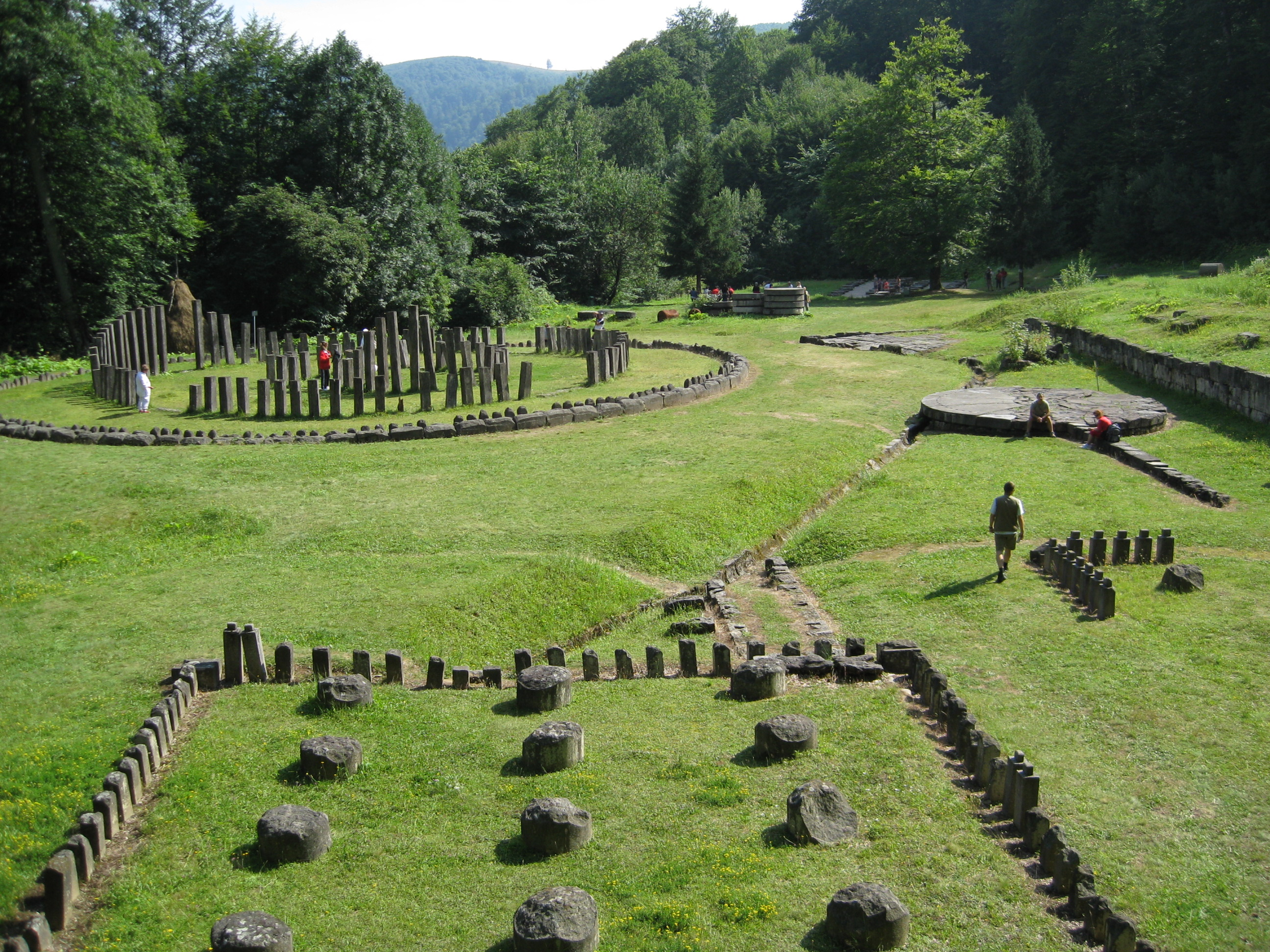
Andezit szentélyek, Sarmizegetusa Regia
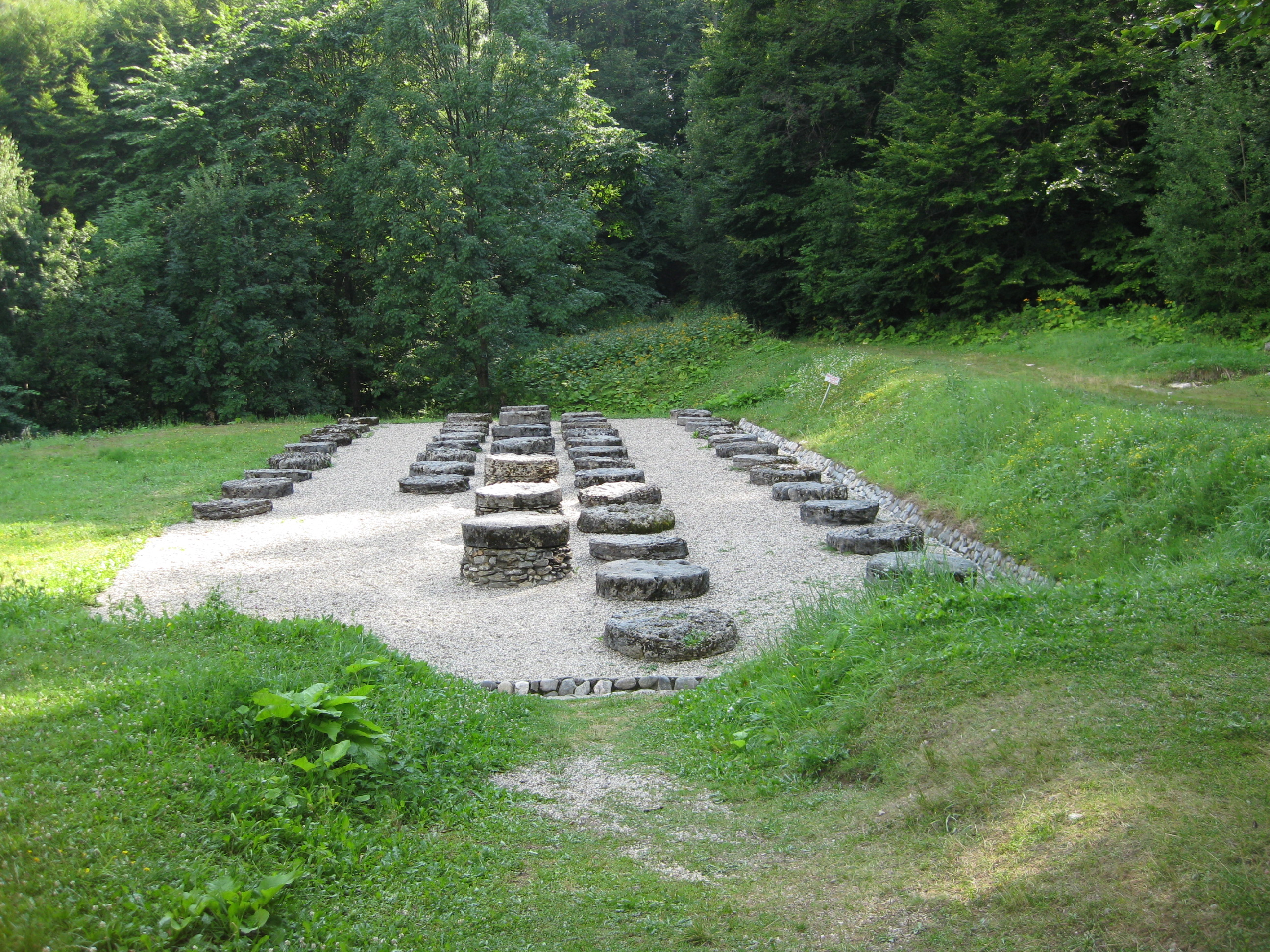
Nagy mészkő szentély, Sarmizegetusa Regia
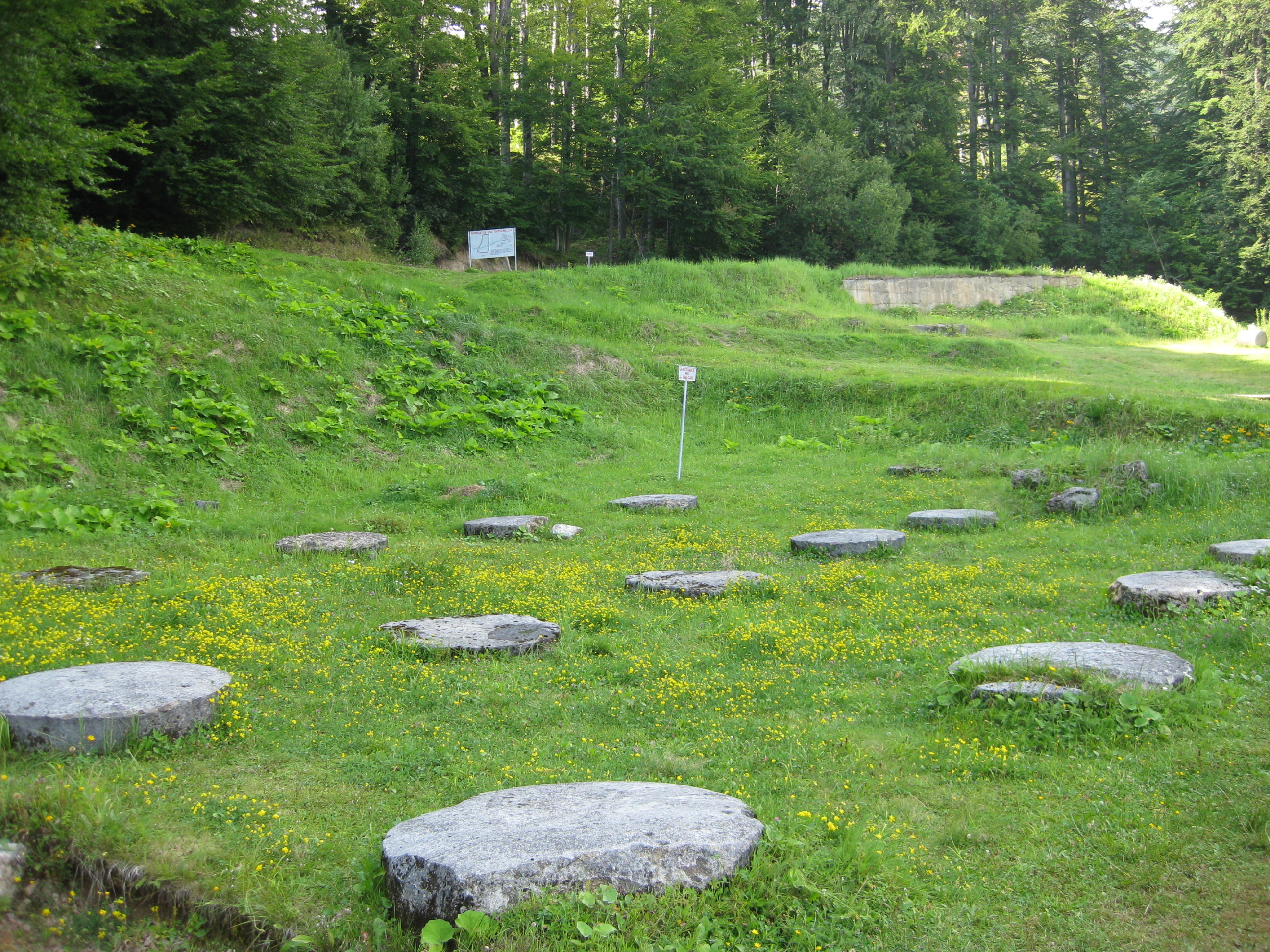
Kis mészkő szentély, Sarmizegetusa Regia
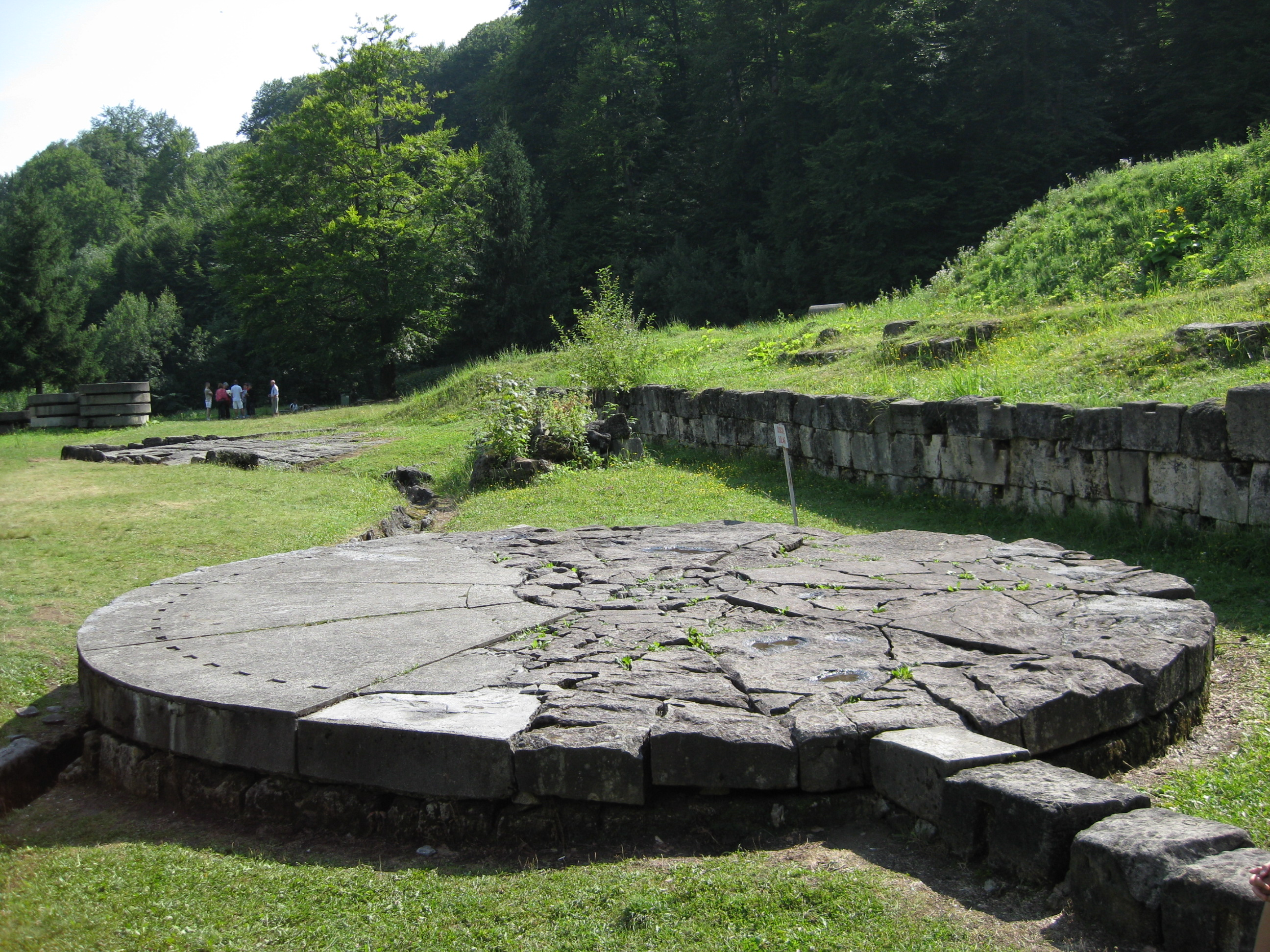
Napkorong, Sarmizegetusa Regia
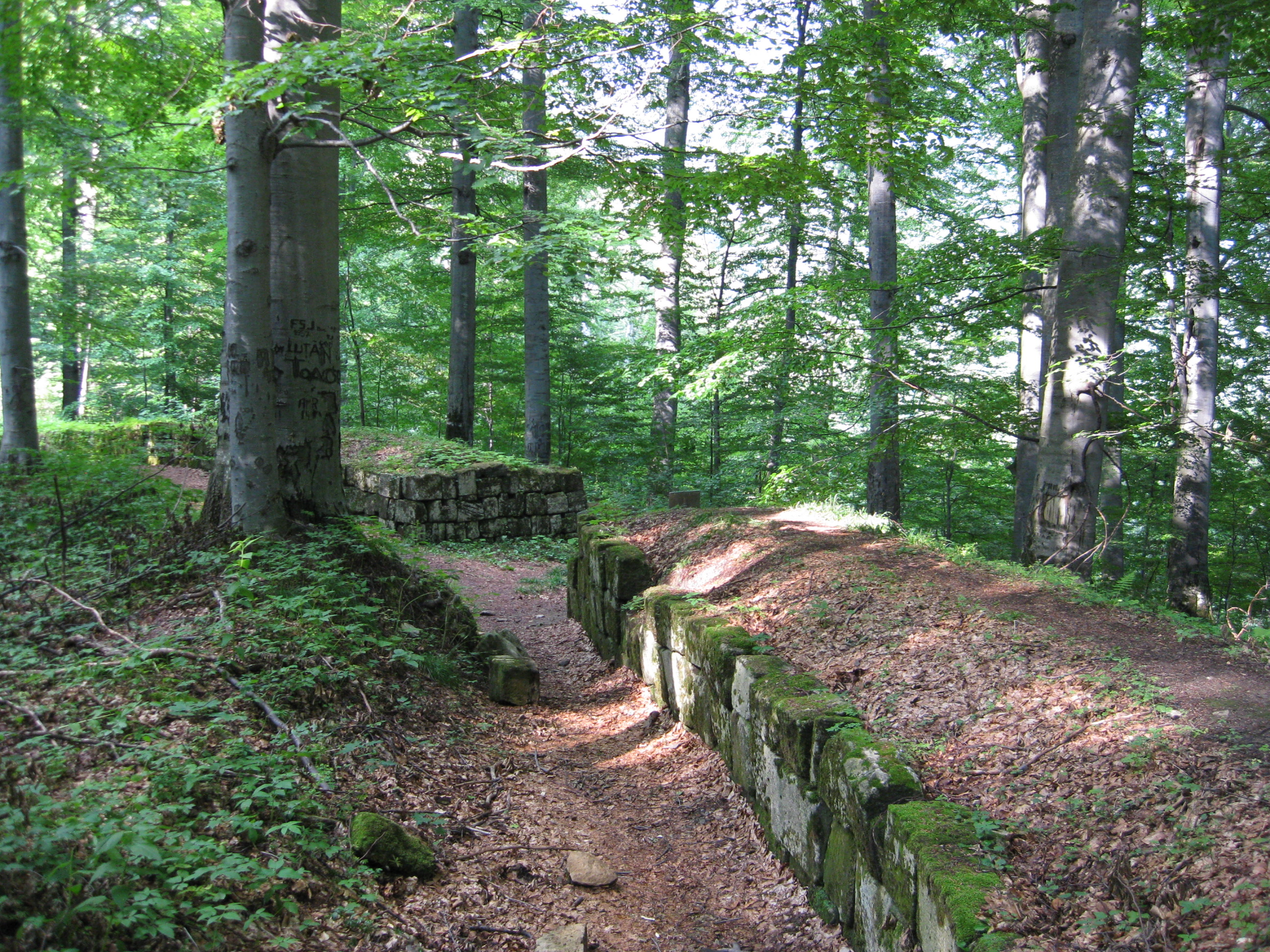
Murus dacicus (dák fal), Sarmizegetusa Regia
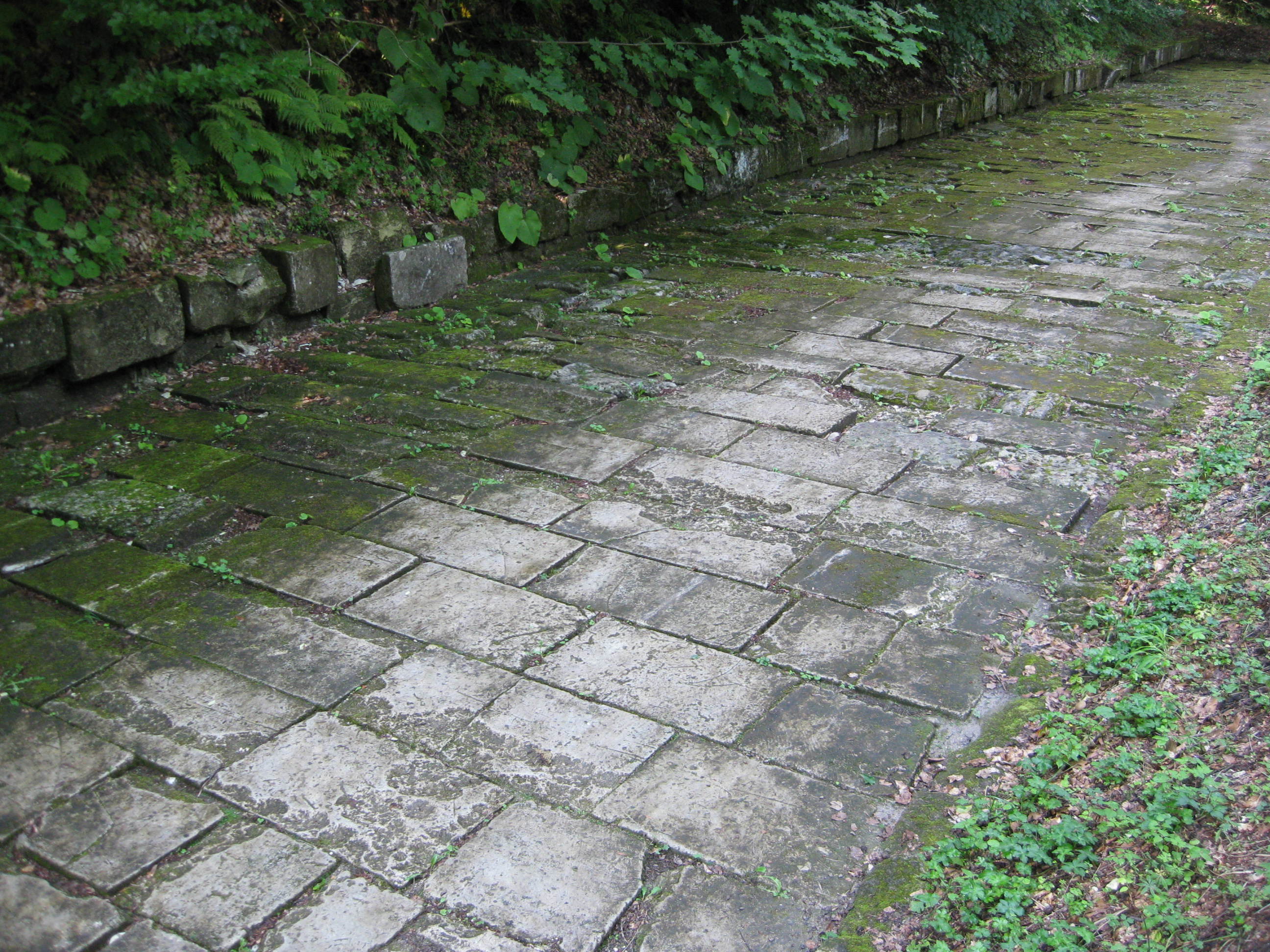
Kövezett dák út, Sarmizegetusa Regia